# 綠丘站 (兵庫縣)
綠丘站（日语：／ Midorigaoka eki */?）是位於兵庫縣三木市志染町廣野，神戶電鐵的粟生線車站。車站編號為KB48。此站與志染站成為三木市新城地區的中心車站。

## 歷史
- 1950年（昭和25年）3月8日 - 粟生線押部谷站至廣野新開站（現時：廣野高球夫球場前站）開設廣野野球場前站（日语：／）[1]。
- 1958年（昭和33年）6月15日 - 車站改為綠丘站[1]。
- 2000年（平成12年）4月 - 成為無人車站[1]。
- 2012年（平成24年）3月 - 車站內的商店結業[1]。

## 車站構造
車站是一座地面車站，設有1面1線的單式月台。在西鈴蘭台站至志染站之間是唯一沒有列車交會的車站。月台可容納5卡車廂。閘口位於月台靠近鈴蘭台一方。

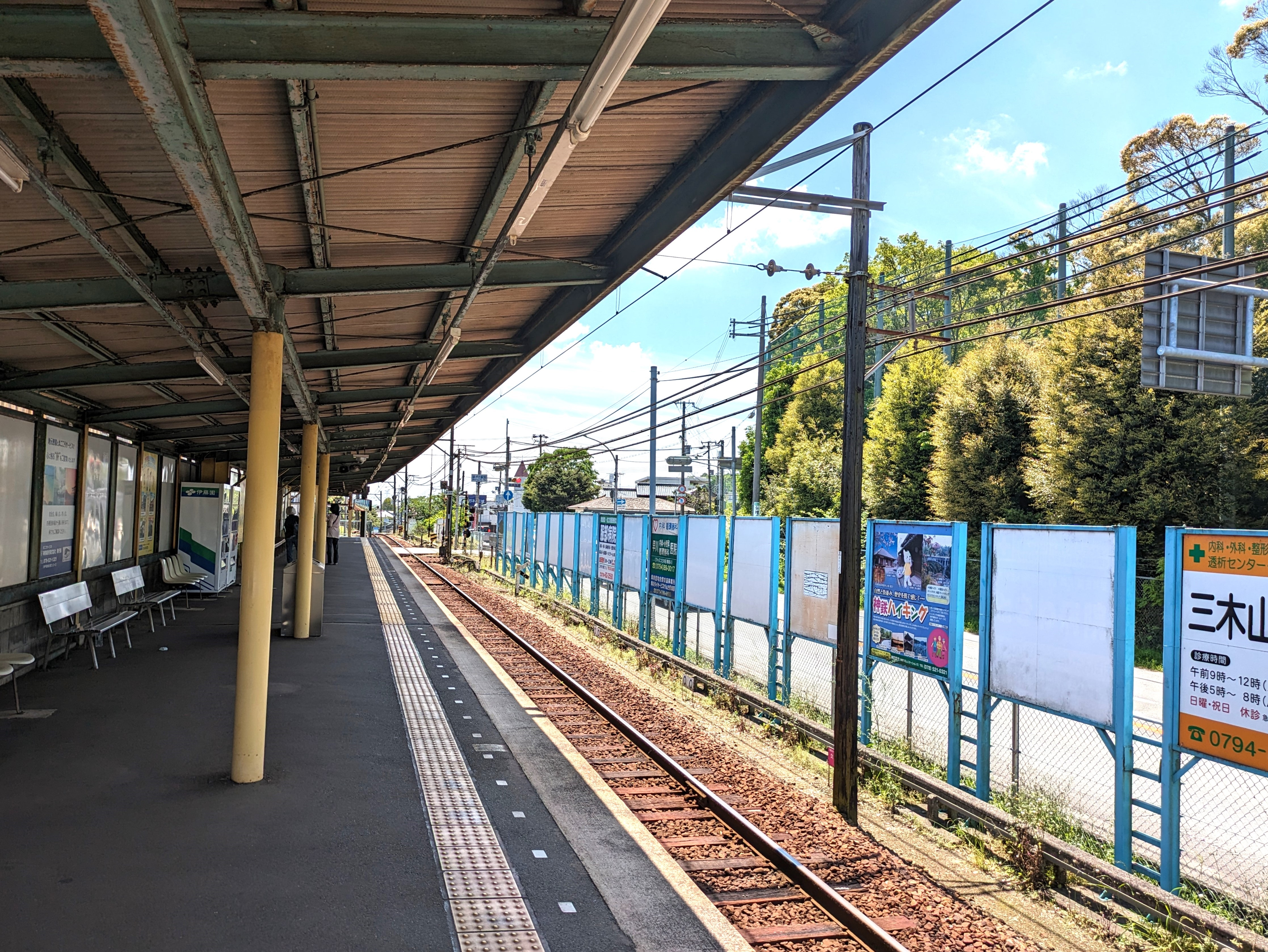
月台(2024年5月)
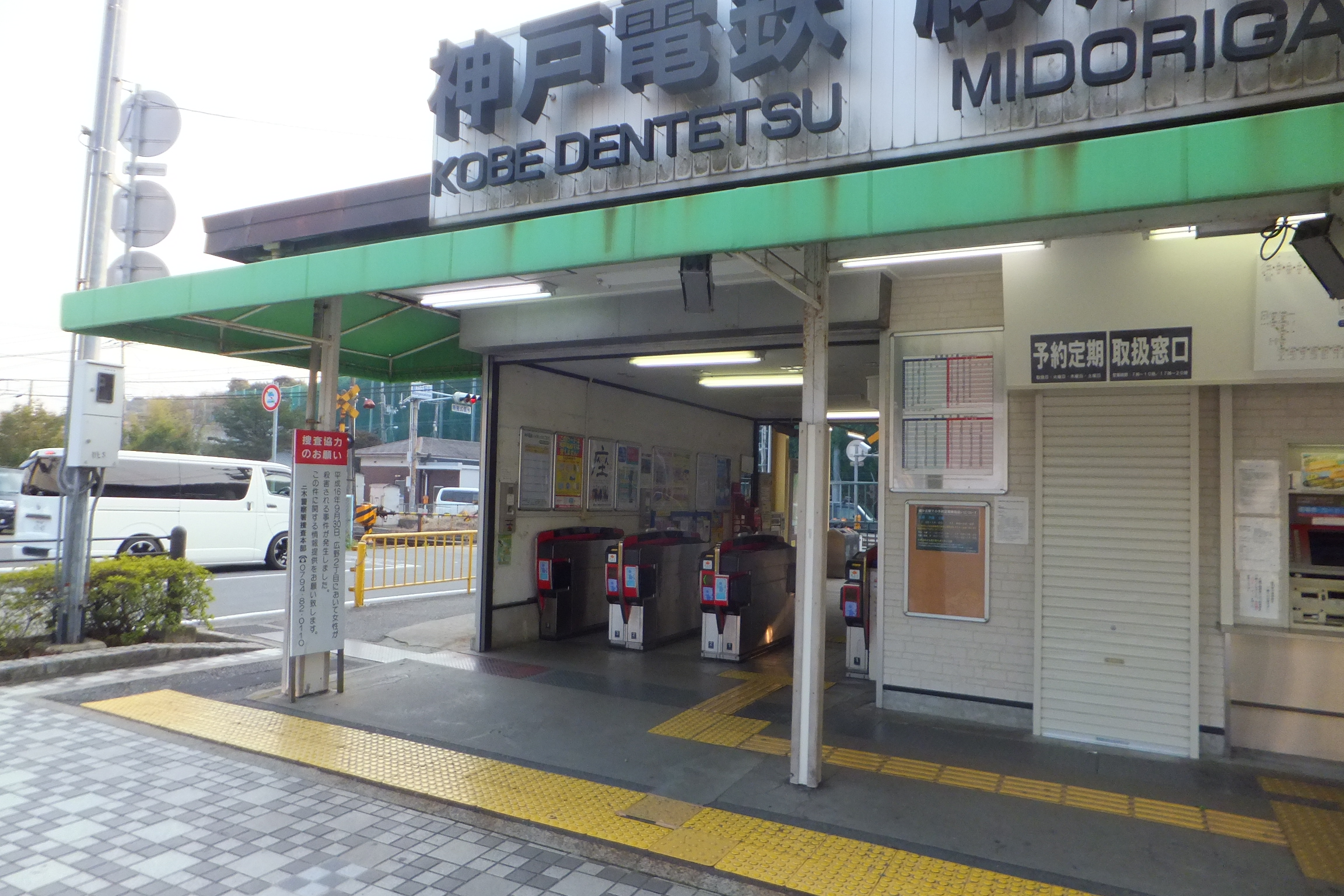
閘口
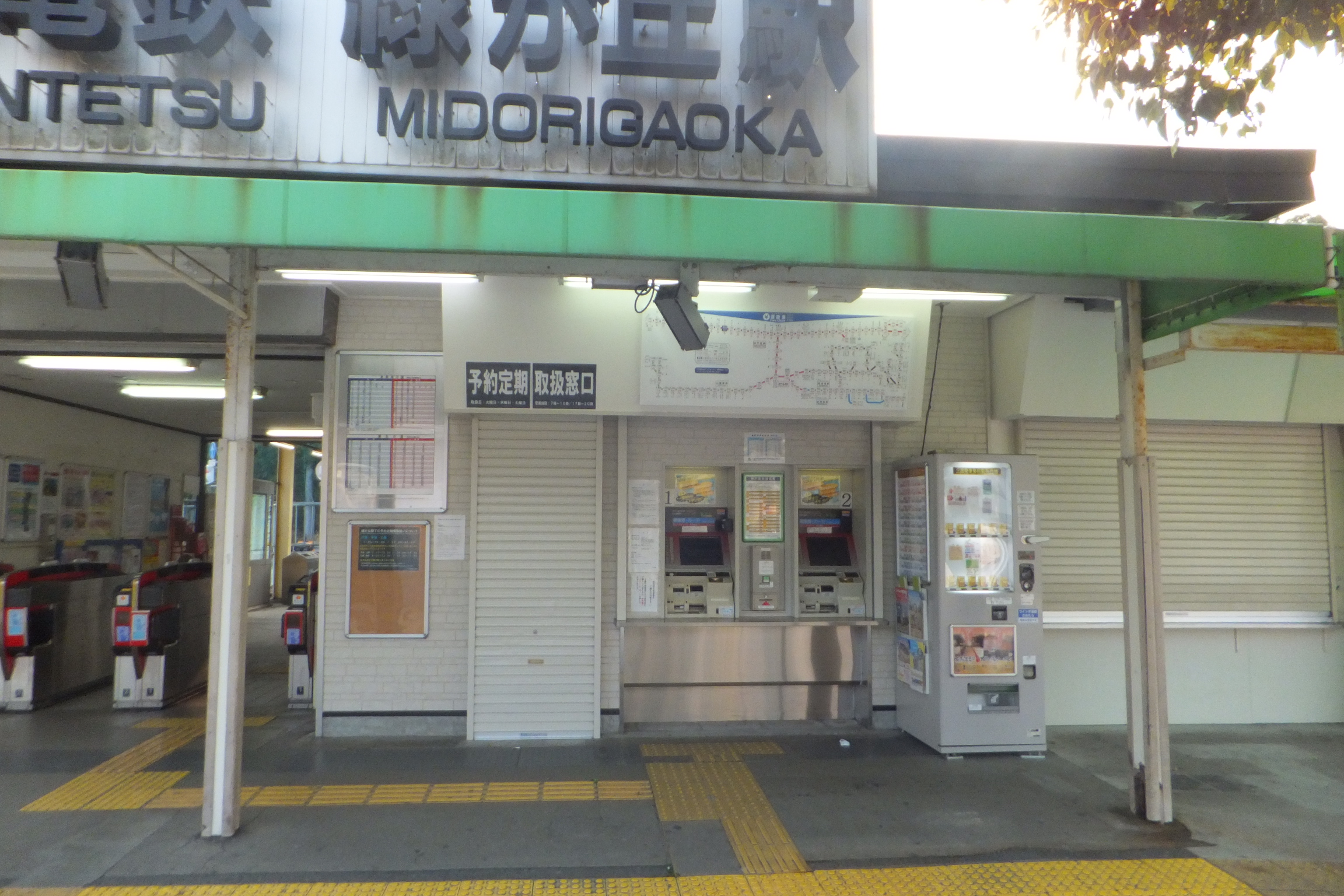
售票機
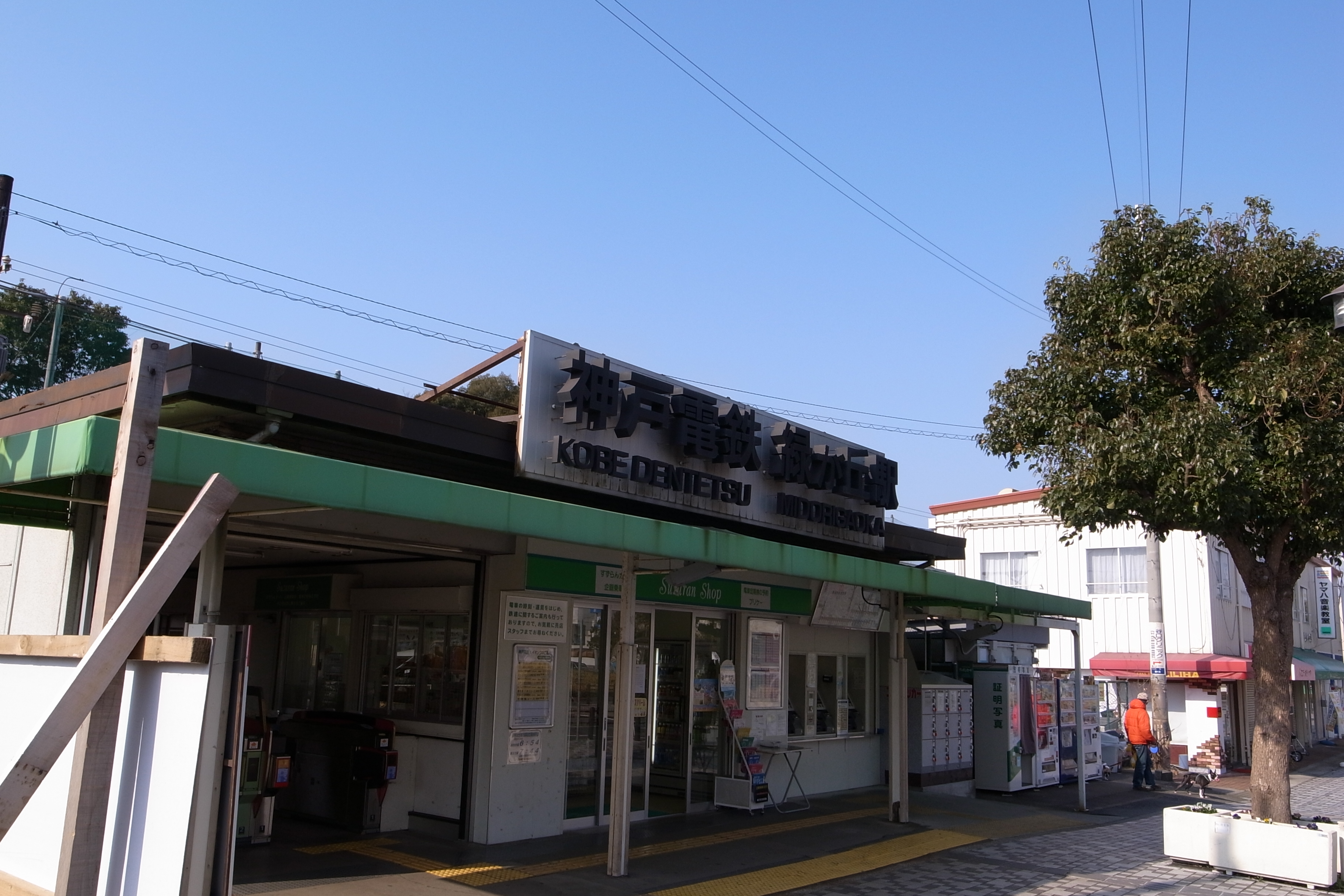
在2010年1月的綠丘站

## 車站周邊

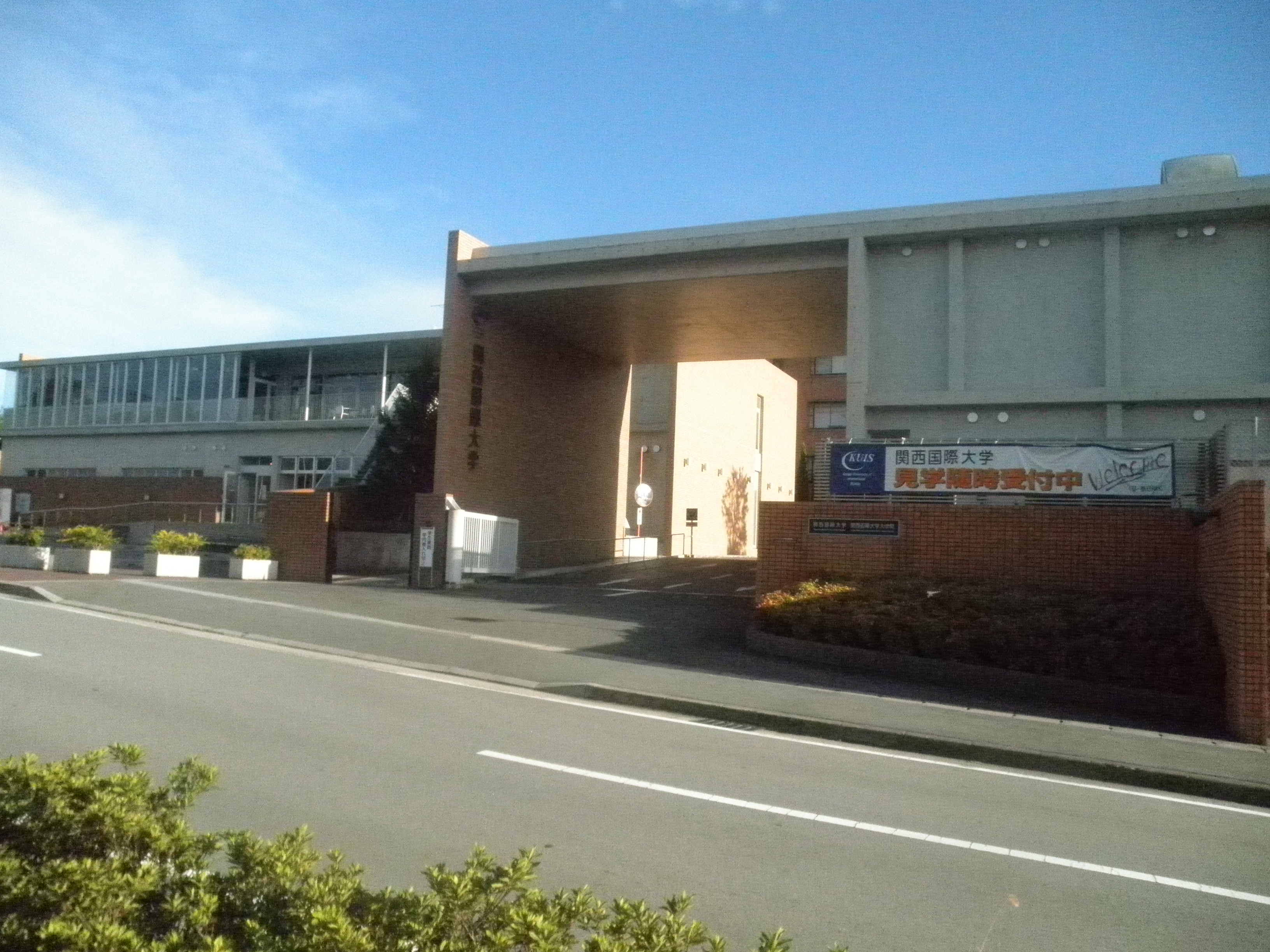
關西國際大學

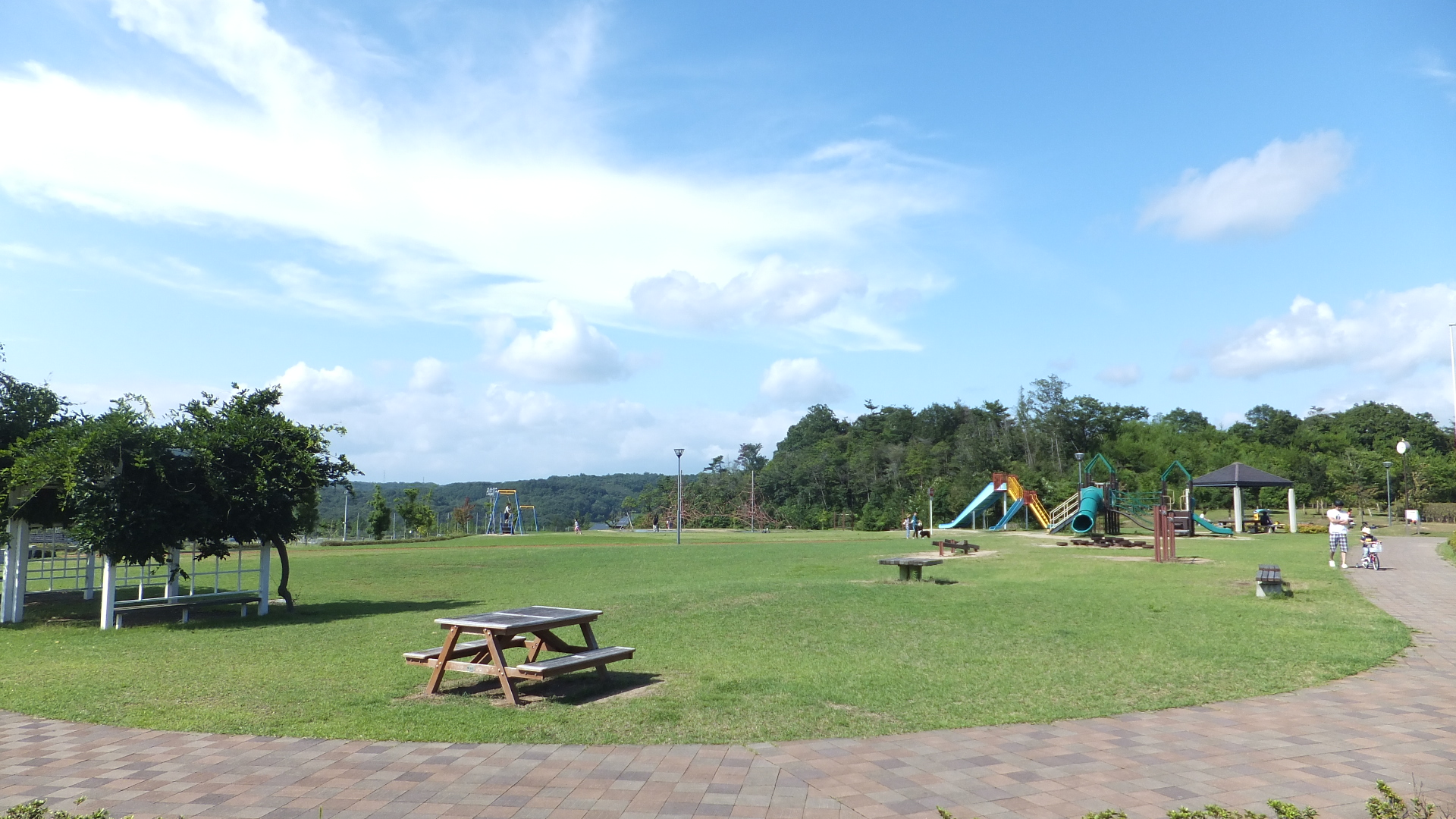
三木綜合防災公園

站前設有迴旋路，該處設有巴士站和的士站。車站北邊是綠丘新市鎮和青山新市鎮。因此使用人次較多。車站100米東邊為神戶市區区，當地居民會使用此站。另外，車站南邊設有廣野高爾夫球倶樂部。
- 教育機構、研究機構
  - 大學
    - 關西國際大學（日语：関西国際大学）[1]

  - 高等學校
    - 兵庫縣立三木北高等學校（日语：兵庫県立三木北高等学校）

  - 中學
    - 三木市立綠丘中學（日语：三木市立緑が丘中学校）

  - 小學
    - 三木市立綠丘小學（日语：三木市立緑が丘小学校）
    - 三木市立綠丘東小學（日语：三木市立緑が丘東小学校）
    - 神戶市立北山小學（日语：神戸市立北山小学校）

  - 保育園、幼稚園
    - 神鐵·綠丘保育園
    - 清心綠認定兒童園
    - 三木市立綠丘東幼稚園

  - 其他
    - 三木特別支援學校（日语：三木特別支援学校）
    - Coop神戶協同學苑（日语：コープこうべ協同学苑）
    - 兵庫縣消防學校
    - 縣立廣域防災中心
    - 獨立行政法人防災科學技術研究所兵庫抗震工學研究中心（E-Defense（日语：E-ディフェンス））

  - 主要公共設施
    - 綠丘町公民館
    - 青山公民館
- 郵局、金融機構
  - 三木綠丘郵局
  - 三木青山郵局
  - 三井住友銀行綠丘站前出張所（舊・太陽神戶銀行→太陽神戶三井銀行→櫻花銀行）
    - ※2021年2月8日起，遷移至三木分店(最近三木站)內。該處只有ATM。

  - 但馬銀行（日语：但馬銀行）綠丘分店
  - 日新信用金庫（日语：日新信用金庫）綠丘分店
  - JA兵庫未來綠丘分店
- 醫療
  - 垂水醫院
  - 廣野高原醫院
  - 常盤醫院（日语：ときわ病院 (兵庫県)）
- 主要商業設施
  - Coop三木綠丘（日语：生活協同組合コープこうべ）
  - Toho商店綠丘店
  - EDION（日语：エディオン）獼猴桃店
  - AEON三木青山店
    - Joshin 三木青山AEON店
    - Seria（日语：セリア (100円ショップ)） AEON三木青山店

  - DCM電機（日语：DCMダイキ）三木青山店
  - Welcia三木青山店
  - JSS三木游泳學校
- 都市公園、休憩設施
  - 三木市綠丘體育公園（日语：三木市緑が丘スポーツ公園）
  - 綠丘北公園
  - 青山中央公園
  - Nesta Resort神戶（日语：NESTA RESORT KOBE）
  - 三木綜合防災公園（日语：兵庫県立三木防災公園）[1]
- 其他
  - 伽耶院（日语：伽耶院）
  - 廣野高爾夫球倶樂部（日语：広野ゴルフ倶楽部）
  - JGA高爾夫球博物館（日语：JGAゴルフミュージアム）
  - 兵庫情報公園都市（日语：ひょうご情報公園都市）
  - Naris化裝品（日语：ナリス化粧品）兵庫工場

## 巴士路線
- 神姬巴士
  - 惠比須快速線（日语：恵比須快速線）
    - 快速 （經自由丘）前往惠比須站
    - 快速 （經自由丘、惠比壽）前往三木營業所（日语：神姫バス三木営業所）
    - 快速 （經綠丘中一丁目）前往青山5丁目（2014年7月1日起）
    - 快速 （經押部谷、阪神高速、新神戶隧道（日语：新神戸トンネル有料道路））前往三宮
    - 快速 （經押部谷、阪神高速、新神戶隧道、三宮）前往神戶機場

  - 80系統 （經富士見丘、西盛、農業公園）前往西神中央站
- 神姬區巴士
  - 4、5系統 （經富士見丘、押部谷站）前往榮營業所
  - 5系統 前往緑丘中一丁目
  - 6系統 前往縣立三木綜合防災公園
  - 7、15、81系統 前往青山5丁目（81系統於2011年4月1日起，15系統於2016年4月1日起）
  - 8系統 （經綠丘中一丁目、青山五丁目）前往Nesta Resort神戶
  - 15系統 （經綠丘西一丁目、東自由丘、中自由丘）前往志染站（2016年4月1日起）
  - 81系統 （經富士見丘、西盛、農業公園）前往西神中央站（2011年4月1日起
- 米奇巴士（日语：みっきぃバス）（三木市社區巴士）
  - 50系統 （經廣野高原醫院、綠丘東三丁目、青山五丁目、Nesta Resort神戶、吉川交流道前）前往健康福祉中心
  - 50系統 （經自由丘、惠比須站、三木本町）前往三木營業所
  - 51系統 （經綠丘西二丁目、三木特別支援學校前）前往協同學苑（日语：協同学苑）前
  - 52系統 （經綠丘東三丁目、綠丘東幼稚園）前往青山五丁目
  - 53系統 （經自由丘、惠比須站）前往市政廳前
  - 54系統 （經自由丘、惠比須站、市政廳前）前往森林公園
  - 54、59系統 （經廣野高原醫院、綠丘東三丁目）前往青山五丁目
  - 59系統 （經自由丘、惠比須站、市政廳前、森林公園）前往三木營業所
  - 60系統 （經自由丘、惠比須站、三木警署前）前往三木營業所
  - 60系統 （經廣野高原醫院、綠丘東三丁目、關西國際大學）前往青山五丁目行
- 北播磨綜合醫療中心（日语：北播磨総合医療センター）直通巴士
  - 103系統
  - 106系統

## 利用狀況
在2016年度，1年總乘車人次為592千人，平均每日乘車人次は1,617人
此站人均使用人次由1999年度（平成11年度）的6,235人，減至2008年度（平成20年度）的4,202人。
在近年，由於前往三宮行的神姬巴士路線業績有所上升，使神鐵的利用人次減少。
| 年次 | 1日平均 乘車人次 |
| ---- | ---------------- |
| 2002 | 2,551            |
| 2003 | 2,523            |
| 2004 | 2,380            |
| 2005 | 2.362            |
| 2006 | 2,260            |
| 2007 | 2,153            |
| 2008 | 2,071            |
| 2009 | 1,967            |
| 2010 | 1,849            |
| 2011 | 1,770            |
| 2012 | 1,727            |
| 2013 | 1,710            |
| 2014 | 1,696            |
| 2015 | 1,663            |
| 2016 | 1,617            |

## 相鄰車站
神戶電鐵
 粟生線
■急行、■準急、■普通
押部谷（KB47）－綠丘（KB48）－廣野高爾夫球場前（KB49）

## 注腳
1. 1 2 3 4 5 6 7 8 9 10 11 12 13 14 15  . 神戸新聞総合出版センター. 2012-12-10: 192. ISBN 9784343006745 （日语）.
2. ↑  三木市統計書
3. ↑  粟生線・駅別乗降人員<1日平均>の推移PDF（日語）

## 外部連結
- 綠丘站（神戶電鐵） （页面存档备份，存于）（日語）